# Christelijk Lyceum Zeist
Het Christelijk Lyceum Zeist (CLZ) is een christelijke middelbare school voor vmbo, havo, vwo en gymnasium in Zeist. De school is onderdeel van de CVOG.

## Geschiedenis
De wortels van het Christelijk Lyceum Zeist liggen in het christelijk gymnasium dat in 1909 werd opgericht in Zetten. In dit dorp was op initiatief van de predikant Ottho Gerhard Heldring een groot aantal filantropische instellingen ontstaan. Het Gymnasium was een internaat dat vooral bedoeld was voor zonen van predikanten en artsen.
Omdat de groeimogelijkheden in het vrij afgelegen Zetten beperkt waren werd in 1917 door het internaatsbestuur besloten naar Zeist te verhuizen. De secretarissen van de Nederlandse Christen-Studenten Vereniging, die toen in Zeist haar secretariaat had en meer onder scholieren wilde gaan werken, speelden hierbij een belangrijke rol. Bovendien wilde de gemeente Zeist graag een christelijke school voor middelbaar onderwijs binnen haar grenzen hebben. Van 1918 tot 1922 waren school en internaat gevestigd in een zijvleugel van Slot Zeist. In die periode verrees een internaatsgebouw aan de Krakelingweg en werd in de buurt daarvan het Christelijk Lyceum aan de Lindenlaan gebouwd naar een ontwerp van de architecten Jan en Theo Stuivinga. Het curatorium van school en internaat werd vanaf 1919 voorgezeten door de gereformeerde voorman Hendrikus Colijn, die in 1922 de officiële opening van de nieuwbouw verrichtte.
In 1947 werd een middelbare meisjesschool aan de school toegevoegd en er werd ook een afzonderlijk internaat, speciaal voor meisjes geopend. Dit internaat werd in 1976 gesloten. Waar de school eerst gedomineerd werd door de bewoners van de internaten, vaak kinderen van Indië-gangers, ontwikkelde zij zich in de loop van de jaren tot een regionale school, die echter tot de sluiting van het jongensinternaat in 1981 een licht internationaal tintje bleef houden.
Op vwo-niveau kan sinds 2001 tweetalig onderwijs gevolgd worden.

## Bekende (oud-)leerlingen
- Hendrik Nicolaas Boon, ambassadeur en schrijver
- Arnoud Bos, acteur
- Wouter Bos, politicus
- Joke Folmer, verzetsstrijdster[2]
- Ursul de Geer, regisseur
- Frans Gerritsen, industrieel ontwerper en verzetsstrijder
- Jan van Halst, voetballer
- Sigrid Kaag, politicus
- Remy van Kesteren, harpist
- Halbo C. Kool, dichter-criticus
- Truus van Lier, verzetsstrijdster[3]
- Rascha Peper, schrijfster
- Henk Sijnja, ingenieur en verzetsstrijder
- Theodore de Smeth van Deurne, verzetsstrijder en politicus
- Wende Snijders, zangeres
- Nick Venema, voetballer
- David Verloop, verzetsstrijder
- Bert Wijbenga, politicus
- Chris Zegers, presentator
- Amina (Nederlands zangeres), zangeres